# Edison tér
Az Edison tér egy korábban önálló elnevezés nélküli közterület Budapest XIII. kerületében.
A névadást a kerületi önkormányzat kezdeményezte, majd a tér nevét a Fővárosi Közgyűlés előzetes hozzájárulása után a kerületi önkormányzat 2019. január 21-én avatta fel. A négy épület által közrefogott téren mintegy 40.000 cserje és évelő növény él.

## Fekvése
A  Váci út – Fiastyúk utca  – Madarász Viktor utca – Föveny utca által határolt  területen található.

## A névválasztás indoka
Az elnevezés arra utal, hogy a területen található Váci Greens irodakomplexumban jelentős nagyságú területet bérel a Thomas Alva Edison amerikai feltaláló által 1890-ben alapított General Electric (GE) cég.